# Omar Haijawi-Pirchner

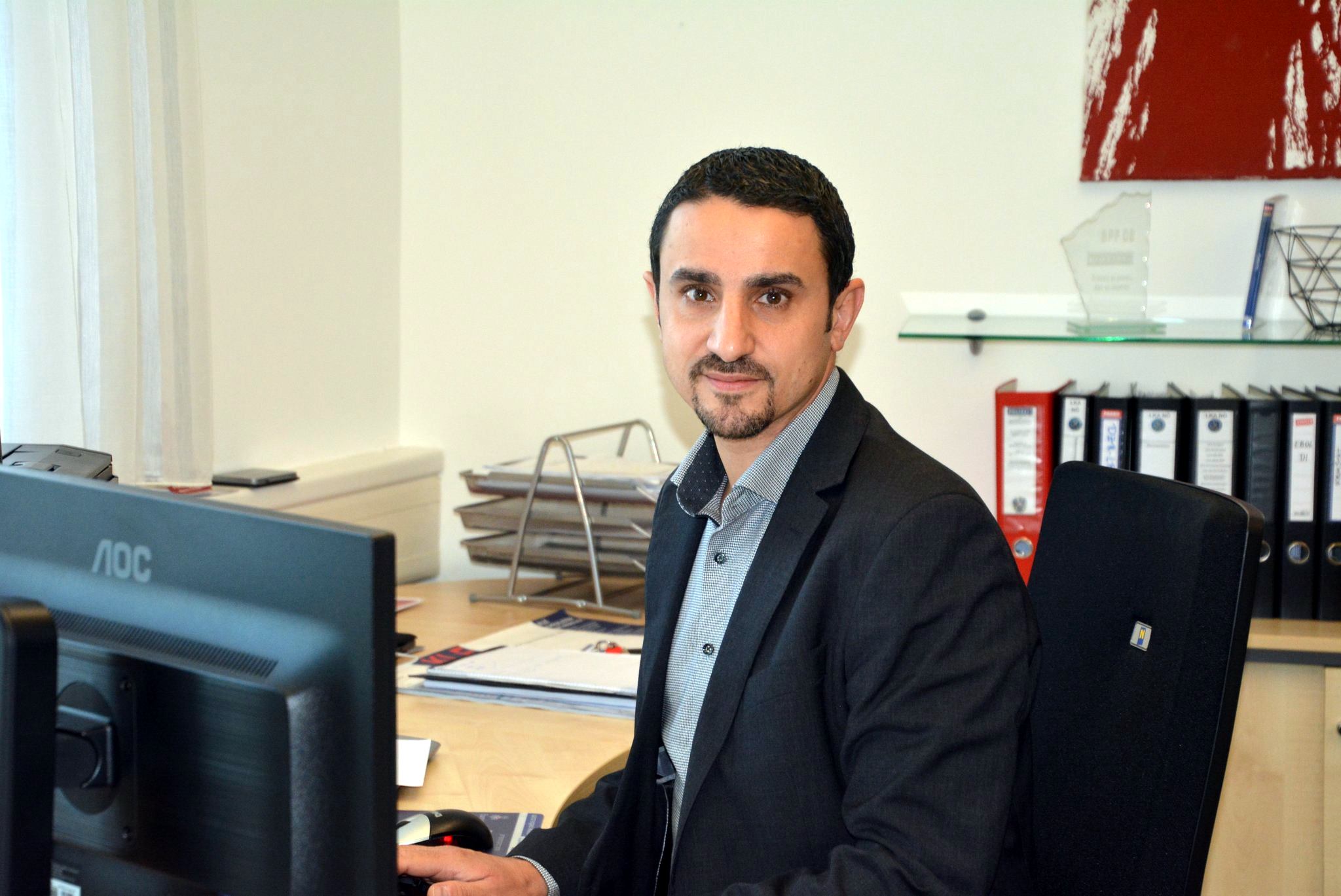
Omar Haijawi-Pirchner, 2019

Omar Haijawi-Pirchner (* 26. Februar 1980 im Bezirk Gmünd) ist ein österreichischer Polizist. Ab 1. August 2017 war er Leiter des Landeskriminalamtes von Niederösterreich, als jüngster Beamter seines Landes in einer solchen Funktion. Seit Anfang Dezember 2021 leitet er die neu eingerichtete Direktion Staatsschutz und Nachrichtendienst (DSN).

## Werdegang
Haijawi-Pirchner ist im Bezirk Gmünd in Niederösterreich als Sohn eines Gemeindearztes aus Jordanien und einer Österreicherin geboren. Er maturierte 1998 am Bundesrealgymnasium in Gmünd. Haijawi-Pirchner trat am 1. November 1999 in die Bundesgendarmerie ein und verrichtete nach der Grundausbildung seinen Dienst am Gendarmerieposten Langenzersdorf im Bezirk Korneuburg.
Mit Wirksamkeit des 1. Mai 2004 wurde er der Kriminalabteilung des Landesgendarmeriekommandos Niederösterreich dienstzugeteilt und in einer speziell eingerichteten Soko verwendet.
Nachdem Haijawi-Pirchner in der Zeit von 1. Oktober 2005 bis 30. April 2006 die Ausbildung zum dienstführenden Beamten (E2a-Grundausbildung) absolviert hatte, wurde er zum Landeskriminalamt Niederösterreich (vormals Kriminalabteilung) versetzt und als Ermittler im Ermittlungsbereich Leib/Leben (Mord- und Gewaltdelikte) verwendet. Im Zeitraum bis zum Jahr 2011 war er dort bei einigen der größten Kriminalfälle Österreichs, unter anderem im Inzestfall von Amstetten, in den jeweiligen Ermittlungsteams eingesetzt. Im Jahr 2008 absolvierte er die Grundausbildung für die Tätigkeit in der österreichischen Verhandlungsgruppe, welche im Zuge von Einsatzlagen mit potentiellen Gewalttätern verhandelt und diese zur Aufgabe bringen soll.
Er absolvierte ab 1. Oktober 2008 die Offiziersausbildung (E1-Grundausbildung) bzw. das Studium „Polizeiliche Führung“ an der Fachhochschule Wiener Neustadt, welches er am 31. August 2011 mit dem Bachelor of Arts abschloss. Eine seiner beiden Bachelor-Arbeiten verfasste er zur Rasterfahndung im Lichte der Terrorismusabwehr. Danach wurde er ab 1. September 2011 als leitender Beamter im Landespolizeikommando Niederösterreich, Organisations- und Einsatzabteilung, in Verwendung genommen.
Nach einer Strukturreform wurde Haijawi-Pirchner mit 1. April 2012 zum Stadtpolizeikommando Schwechat versetzt und leitete am internationalen Flughafen Wien-Schwechat das Referat für grenz- und fremdenpolizeiliche Angelegenheiten. Ab 1. Mai 2013 wurde er überdies als stellvertretender Stadtpolizeikommandant verwendet.
Ab September 2012 absolvierte er den Masterstudiengang „Strategisches Sicherheitsmanagement“ an der Fachhochschule Wiener Neustadt, welchen er am 30. Juni 2014 mit der Sponsion zum Master of Arts abschloss. Seine Masterarbeit hatte das Thema „Der Flughafen Wien-Schwechat und seine terroristische Bedrohung“.
Im Zeitraum vom 1. Juni 2014 bis 31. August 2014 wurde er vorübergehend dem Bundesministerium für Inneres, Bundesamt für Verfassungsschutz und Terrorismusbekämpfung (BVT) dienstzugeteilt.
Mit Wirksamkeit 1. August 2017 wurde er zum Leiter des Landeskriminalamtes Niederösterreich bestellt und trat seitdem auch regelmäßig als Pressesprecher in Erscheinung.
Im Februar 2019 deckte eine beim Landeskriminalamt Niederösterreich unter der Leitung von Haijawi-Pirchner eingerichtete Sonderermittlungsgruppe eine europaweit agierende Bande auf, die mit Hilfe von Anlagebetrügereien (Binary Options) einen Schaden von mehreren hundert Millionen Euro verursacht hatte. Ebenfalls im Jahr 2019 leitete Haijawi-Pirchner die sogenannte „Operation Krähe“, die sich der Ausforschung einer Bande im Bereich der organisierten Kriminalität widmete. Durch die Anwendung modernster Ermittlungsmethoden gelang es der Ermittlungsgruppe, insgesamt 13 vollendete bzw. versuchte Bankomat-Einbrüche und zahlreiche andere Delikte in Österreich und in anderen Ländern Europas aufzuklären und die Täter festzunehmen. Die brutale Vorgangsweise der Tätergruppe und ihre Festnahme sorgten für europaweites Medienecho.
Auf Einladung des US-Außenministeriums nahm Haijawi-Pirchner von April bis Mai 2019 am internationalen Austauschprogramm „International Visitor Leadership Program“ in den USA teil und besuchte dort mehrere internationale Konferenzen und Meetings zu Themen der globalen Sicherheit und der internationalen Bekämpfung der organisierten Kriminalität und des Terrorismus.
Von 2019 bis 2021 absolvierte er eine Ausbildung in Betriebswirtschaft am EMCA Campus Leobersdorf in Kooperation mit der Katholischen Universität Murcia, die er mit dem von der spanischen Universität verliehenen Título propio eines Magisters abschloss. Haijawi-Pirchner verfasste dafür eine wissenschaftliche Arbeit zur Wirtschafts- und Industriespionage in Österreich und untersuchte Kooperationsmodelle zwischen den österreichischen Sicherheitsbehörden und den Wirtschaftsunternehmen.
Ab Februar 2020 leitete Haijawi-Pirchner, neben seiner Tätigkeit als Leiter des Landeskriminalamtes, vorerst die Arbeitsgruppe Nachrichtendienst im Rahmen des vom Bundesministerium für Inneres eingerichteten Projektes zur Neuorganisation der nachrichtendienstlichen und staatspolizeilichen Aufgabenerfüllung. Im Juni 2020 wurde er als geschäftsführender Gesamtprojektleiter für dieses Projekt installiert und war somit für den Aufbau der Direktion Staatsschutz und Nachrichtendienst (DSN) hauptverantwortlich, welche das Bundesamt für Verfassungsschutz (BVT) ersetzen soll.
Im September 2021 wurde bekannt, dass er zum Leiter der Direktion für Staatsschutz und Nachrichtendienst (DSN) bestellt werden sollte. Dieses Amt trat er mit 1. Dezember 2021 an.

## Privates
Omar Haijawi-Pirchner ist verheiratet und lebt in Niederösterreich. Er sah sich nach eigener Aussage „nie als Migrant“, sondern fühlt sich als „stolzer Niederösterreicher“.